# Rechthoekige driehoek

Rechthoekige driehoek

Een rechthoekige driehoek is een driehoek waarvan één hoek een rechte hoek is, oftewel gelijk is aan 90°. In de Euclidische meetkunde zijn veel theorema's over rechthoekige driehoeken, waarvan de Stelling van Pythagoras veruit het bekendst is. Ook de goniometrie maakt gebruik van rechthoekige driehoeken. De twee zijden die aan de rechte hoek grenzen, worden rechthoekszijden genoemd; de derde zijde heet hypotenusa of schuine zijde.
Soms is het voor een bewijs of afleiding handig een driehoek door middel van een hoogtelijn (de loodlijn op de tegenoverliggende zijde) te verdelen in twee rechthoekige driehoeken.

## Eigenschappen

De hoogte op de schuine zijde is de middelevenredige van de stukken waarin ze de schuine zijde verdeelt.
Elke rechthoekzijde is de middelevenredige van de schuine zijde en haar loodrechte projectie op die schuine zijde.
Als r, ra, rb en rc de stralen zijn van de ingeschreven cirkel en de aangeschreven cirkels dan zeggen de stellingen van Hansen-Bell dat de volgende drie uitspraken equivalent zijn:
- de driehoek met zijden a, b en c is rechthoekig;
- {\displaystyle \displaystyle r+r_{a}+r_{b}+r_{c}=a+b+c};
- {\displaystyle \displaystyle r^{2}+r_{a}^{2}+r_{b}^{2}+r_{c}^{2}=a^{2}+b^{2}+c^{2}}.

## Constructie
Een eenvoudige manier om een rechthoekige driehoek te construeren is door gebruik te maken van de stelling van Thales voor cirkels.